# 5. konjeniški polk (Italija)
5. konjeniški polk Lancieri di Novara je konjeniški polk (Kraljeve) Italijanske kopenske vojske.